# Danske Dagblades Forening
Danske Dagblades Forening (DDF) var en dansk brancheorganisation med alle danske dagblade som medlemmer.
Foreningens opgaver var at arbejde for, at de lovmæssige og praktiske rammer samfundet sætter for dagbladenes redaktionelle og forretningsmæssige virker så frit som muligt.
Formidling af fælles interesser og synspunkter foretages af DDF til folketinget, regeringen,
centraladministrationen og andre relevante myndigheder samt EU-systemet.
Foreningen fusionerede i 2013 med Danske Medier.

## Ekstern henvisning
- DDFs hjemmeside Arkiveret 9. juni 2007 hos  Wayback Machine